# Kolín V
Kolín V, Zálabí, je část města Kolín v okrese Kolín. Nachází se na severovýchodě Kolína za řekou Labe. Prochází zde silnice II/125. V roce 2012 zde bylo evidováno 1368 adres. Trvale zde žije 5846 obyvatel.
Kolín V leží v katastrálním území Kolín o výměře 23,47 km2.
Na území se nachází tepelná elektrárna Kolín.